# Elektronické mýtné v EU
Většina zemí EU se rozhodla přistoupit ke zpoplatnění dálniční sítě minimálně pro nákladní dopravu. Důvodů je více, jednak možnost vybrat více peněz, jednak fakt, že negativní (nepříznivé) externality (netržní vlivy na trh) nákladní dopravy jsou mnohem vyšší než u dopravy osobní. V poslední době se v EU prosazuje internalizace (norma) negativních externalit, to se projevuje například rozlišením mýtné sazby podle ekologické třídy vozidla. Další motivací může také být snaha omezit dopravu v určitou dobu zavedením vyšších sazeb (v ČR například v pátek odpoledne), či snaha přimět dálkové dopravce jet přes jinou zemi. V současné době mýto provozuje 18 zemí EU. EU má poměrně značné množství směrnic, které upřesňují, jak mají mýtné systémy fungovat, zejména stanovují, jak se mají vypočítávat sazby a na co lze vybrané peníze používat, specifika ale samozřejmě zůstávají na členských státech. Dlouhodobým cílem EU je interoperabilita mýtných systémů, na toto se zaměřuje projekt EETS.

## Mýtné technologie v EU

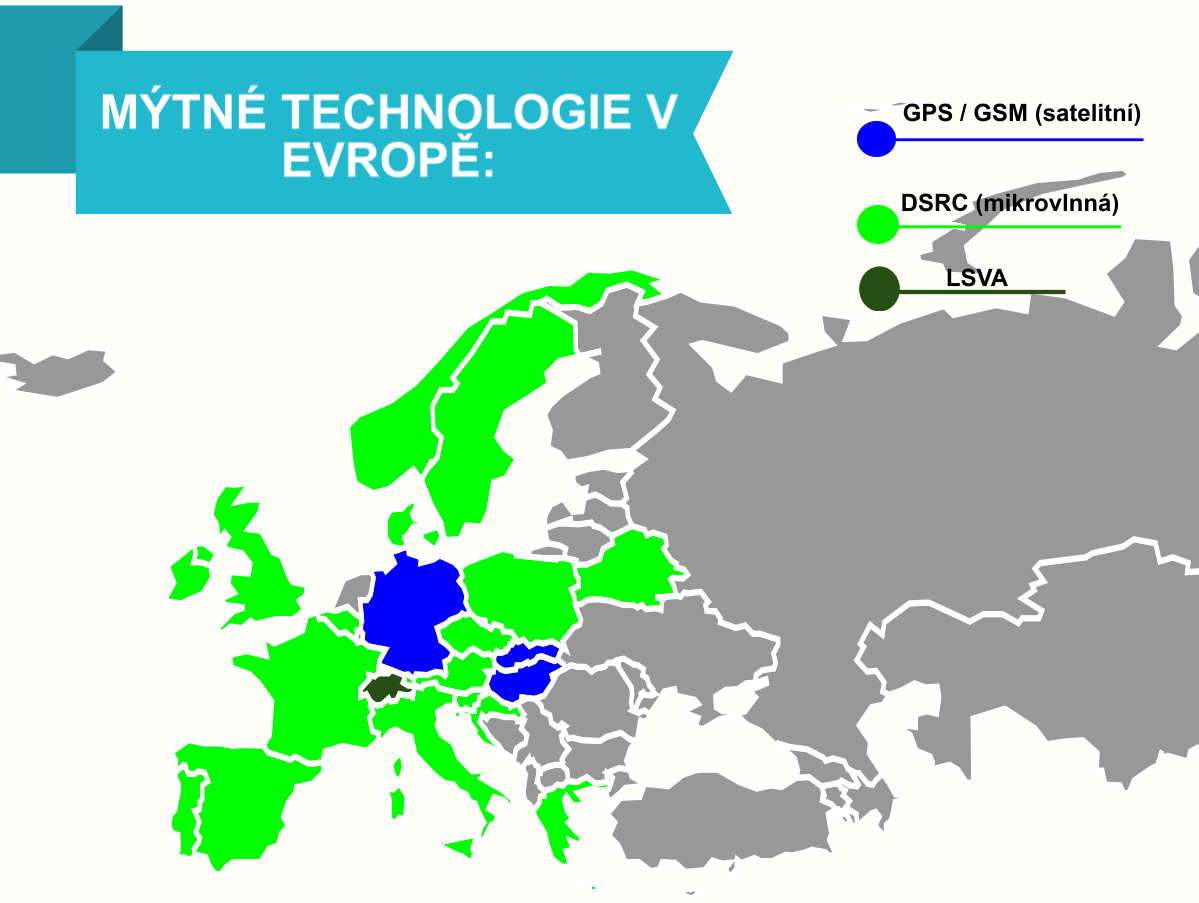
Mapa Evropy podle technologie používané pro výběr mýtného

Existuje několik možností jak vybírat mýtné. Technologicky nejjednodušší je postavit na dálnicích v pravidelných intervalech zátarasy a mýtné vybírat na místě. Nevýhodou tohoto postupu je jednak zpomalování dopravy, nutnost zaměstnávat velké množství lidí a také náklady na vybudování mnoha mýtnic poblíže nájezdů a výjezdů.
Druhou možností je mikrovlnná technologie (DRSC). Ta funguje s pomocí mýtných bran, které jsou postaveny v intervalech na zpoplatněných komunikacích. Nevýhodou jsou vstupní náklady na vybudování mýtných bran, na druhou stranu je systém velmi spolehlivý a má relativně nízké provozní náklady. Tento systém je nejvhodnější pro zpoplatňování úseků s vysokou hustotou dopravy (typicky dálnice). Tato technologie je v EU nejrozšířenější, používají ji: Belgie, Dánsko, Francie, Chorvatsko, Irsko, Itálie, Polsko, Portugalsko, Rakousko, Řecko, Slovinsko, Španělsko, Švédsko a Velká Británie.
Třetí možností je satelitní technologie. Tato technologie funguje na bázi GPM/GPS. Výhodou jsou menší vstupní náklady, nevýhodou pak nižší spolehlivost a vyšší provozní náklady, jelikož je nutno platit mobilním operátorům za přenos dat. Tuto technologii v EU používají Maďarsko, Německo, Česko a Slovensko. Některé země provozující satelitní technologie z důvodu kontroly staví mýtné brány. Německo jich má kolem 300, Slovensko přibližně 47.
Oba dva systémy obvykle vyžadují, aby si řidiči pořídili palubní jednotku (OBU, on board unit), která komunikuje se satelitem, nebo s mýtnými branami. Některé státy, mezi nimi je i Česko, již testovaly kombinaci obou technologií, této kombinaci se říká hybridní mýtné. Hybridní mýtné má za cíl kombinovat výhody obou systémů a potlačovat jejich nevýhody. V ČR bylo plánováno vybírat mýto na dálnicích pomocí mikrovlny a na menších silnicích pomocí satelitu. Systém byl úspěšně otestován, ale tehdejší vláda ČR se jej v roce 2011 rozhodla nezavádět.

## EETS (European electronic toll service)
Evropská služba elektronického mýtného (EETS) je iniciativa EU, jejímž cílem je zjednodušit platbu mýtného pro dopravce v EU. EETS by měla v budoucnu odstranit dnešní nutnost registrovat vozidlo do všech systémů v Evropě a mít ve vozidle několik palubních jednotek funkčních vždy pouze v jedné zemi. Vizí je proto jedna palubní jednotka akceptovaná pro platbu mýta ve všech zemích EU. Takovou jednotku si dopravce pořídí od poskytovatele jednotek, nikoli od provozovatele mýtného systému. Ti jsou svým klientům mnohem blíže než národní výběrčí mýtného, a proto by se díky EETS mohlo v příštích letech placení mýta pro dopravce zjednodušit.

### REETS (Regional European electronic toll service)
Projekt REETS analyzuje smluvní, procedurální a technické otázky za účelem vypracování doporučení a konkrétního řešení, které povede k zavedení EETS. Jeho cílem je přenést dosud technologický koncept EETS do ekonomické a vztahové reality provozovatelů mýtných systémů a budoucích poskytovatelů interoperabilních palubních jednotek.
Projekt je spolufinancován Evropskou unií skrze TEN-T s cílem urychlit zavedení EETS prostřednictvím povzbuzení dialogu mezi výběrčími mýtného a poskytovateli služeb.
V současné době je projekt realizován v Rakousku, Polsku, Dánsku, Francii, Německu, Itálii, Španělsku a Švýcarsku (to ale nedostává na realizaci projektu peníze z EU). Hlavním koordinátorem projektu je rakouský Asfinag.

## Další projekty
EasyGo je systém, který umožňuje v partnerských zemích používat jen jednu OBU. Vyúčtování probíhá přes provozovatele mýta v domovské zemi přepravce. V současné době se do systému zapojilo Dánsko, Německo, Norsko, Rakousko a Švédsko. Vedle plateb mýtného na dálnicích se tímto systémem také dají platit jízdy trajekty mezi Dánskem a Německem.